# Phytodietus oregonensis
Phytodietus oregonensis är en stekelart som beskrevs av Loan 1981. Phytodietus oregonensis ingår i släktet Phytodietus och familjen brokparasitsteklar. Inga underarter finns listade i Catalogue of Life.